# Масонская музыка
Масонская музыка — музыка, специально написанная для различных масонских ритуалов.

## Использование
В масонских ложах используются два основных типа музыки, это песня, исполняемая в клавишном сопровождении, до или после собраний или во время застольной ложи, и музыка написанная для сопровождения конкретных масонских церемоний и событий. Поскольку число 3 и буква «B» имеют особое значение для масонства, музыка, написанная в тональностях До минор или Ми-бемоль мажор, которые обе связаны с 3 бемолями (символ «♭» похож на строчную букву «b»), в их ключевых подписях считалось особенно подходящим для масонской церемониальной музыки.
Музыка, специально составленная для масонских ритуалов, начала издаваться в 18 веке, включая музыку, написанную Йиржи Бендой, Игнацем Плейелем, Франсуа-Андре Филидором, Иоганном Готлибом Науманом и Кристианом Готлобом Нифе. Гимны и другие произведения, используемые в масонских ложах, были написаны, в частности, в 18 веке Уильямом Бойсом в 19 веке Альбертом Лорцингом и в 20 веке Яном Сибелиусом.
Музыка, написанная для масонского использования Вольфгангом Амадеем Моцартом, является одной из самых известных в своём роде. Она включает в себя Maurerische Trauermusik (Масонская траурная музыка) и ряд песен и кантат. Опера Моцарта «Волшебная флейта» и его музыка к «Тамосу, королю Египта», также имеют масонские связи.
Ложи иногда использовали музыку других композиторов для своих церемоний (с разрешения или без разрешения), часто добавляя разные слова. Например, в 1810 году Людвиг ван Бетховен, который не задокументирован как масон, написал своему другу доктору Францу Вегелеру: Мне сказали, что вы пели мою песню в масонской ложе … отправьте её мне, я собираюсь изменить её, и вы не пожалеете. Сам Вегелер опубликовал два масонских текста, на музыку Бетховена (Opferlied WoO 126 и песню Der freie Mann WoO 117), которые могли быть использованы в ложе.

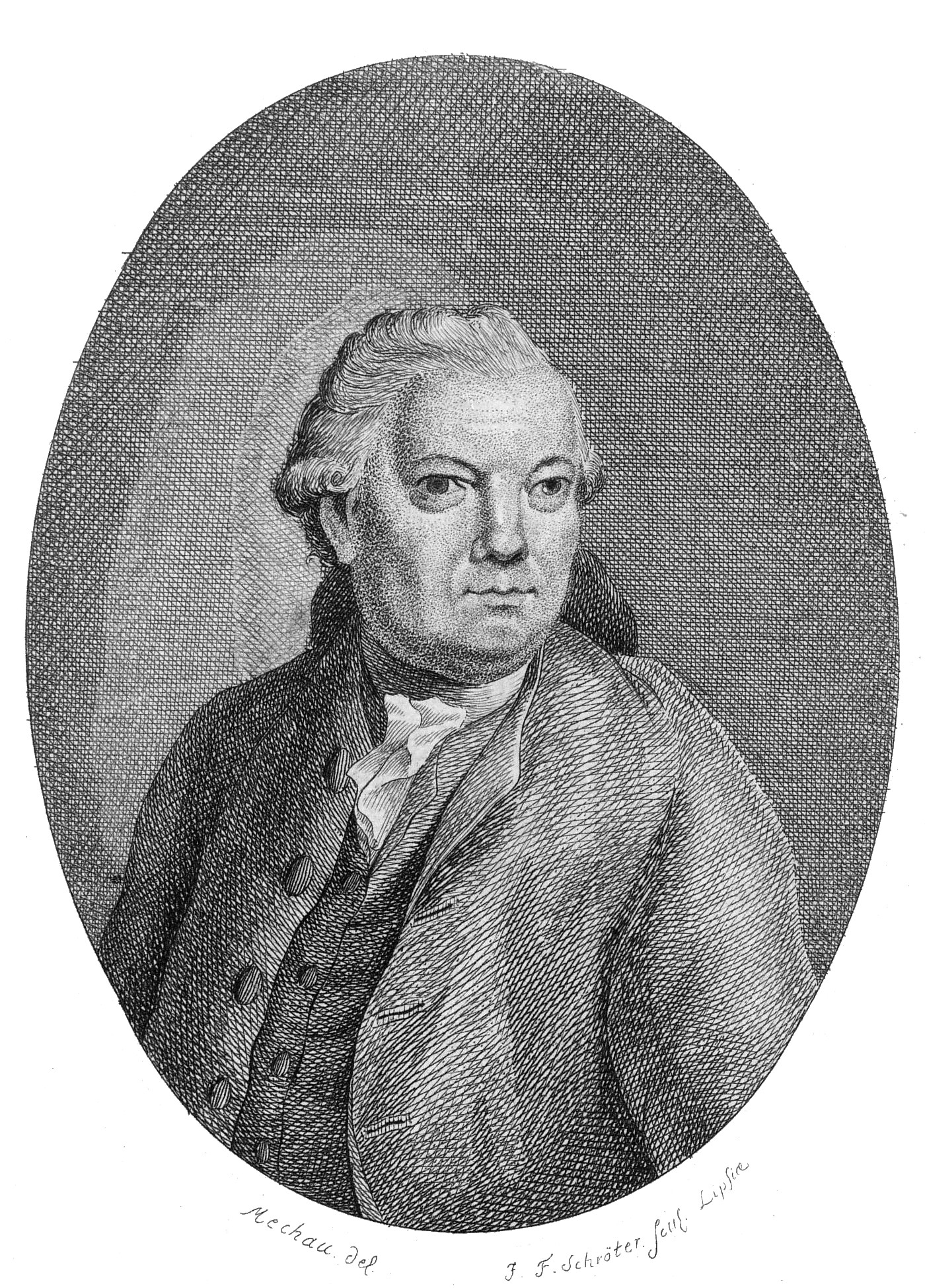
Йиржи Бенда
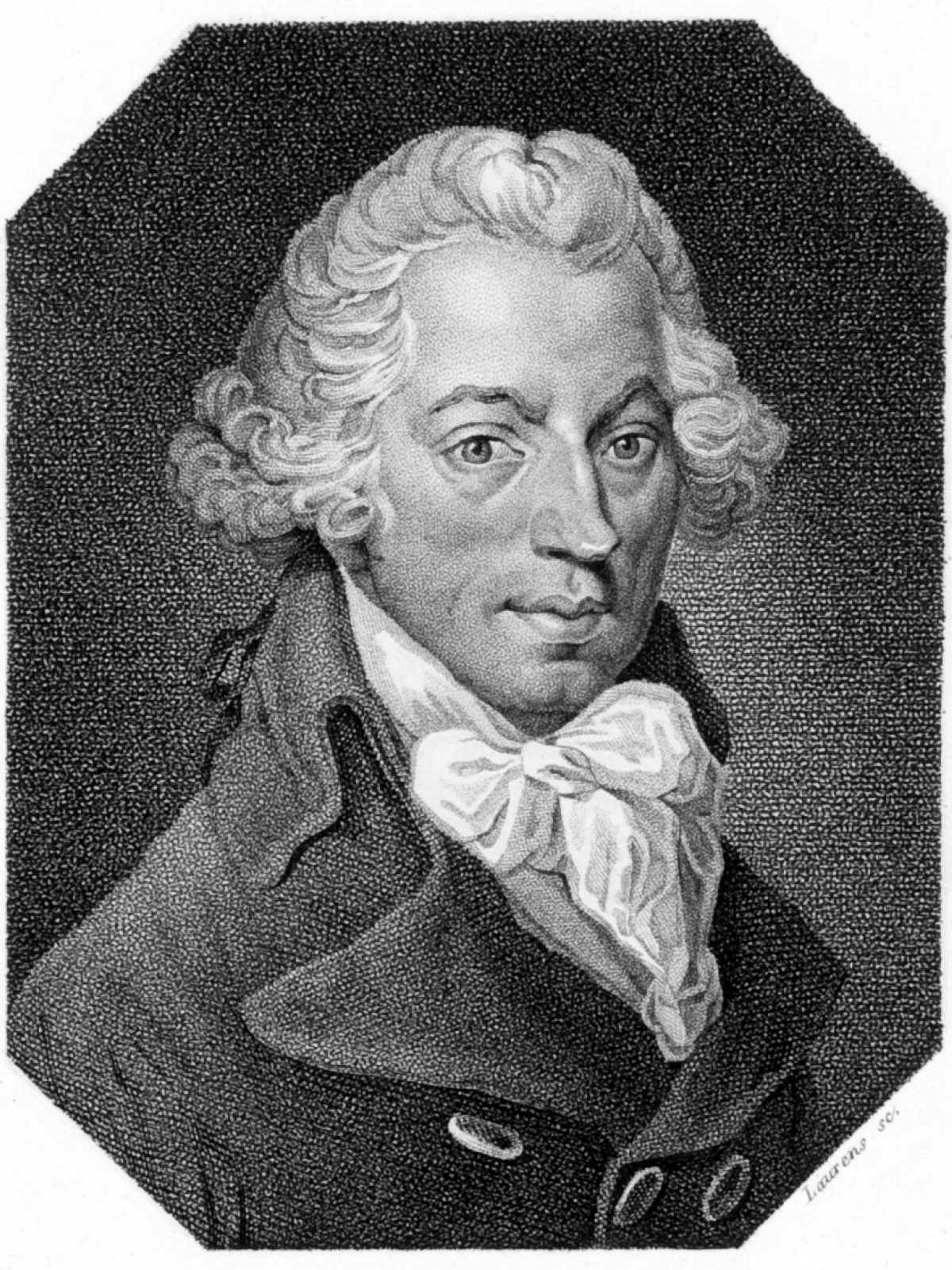
Игнац Плейель
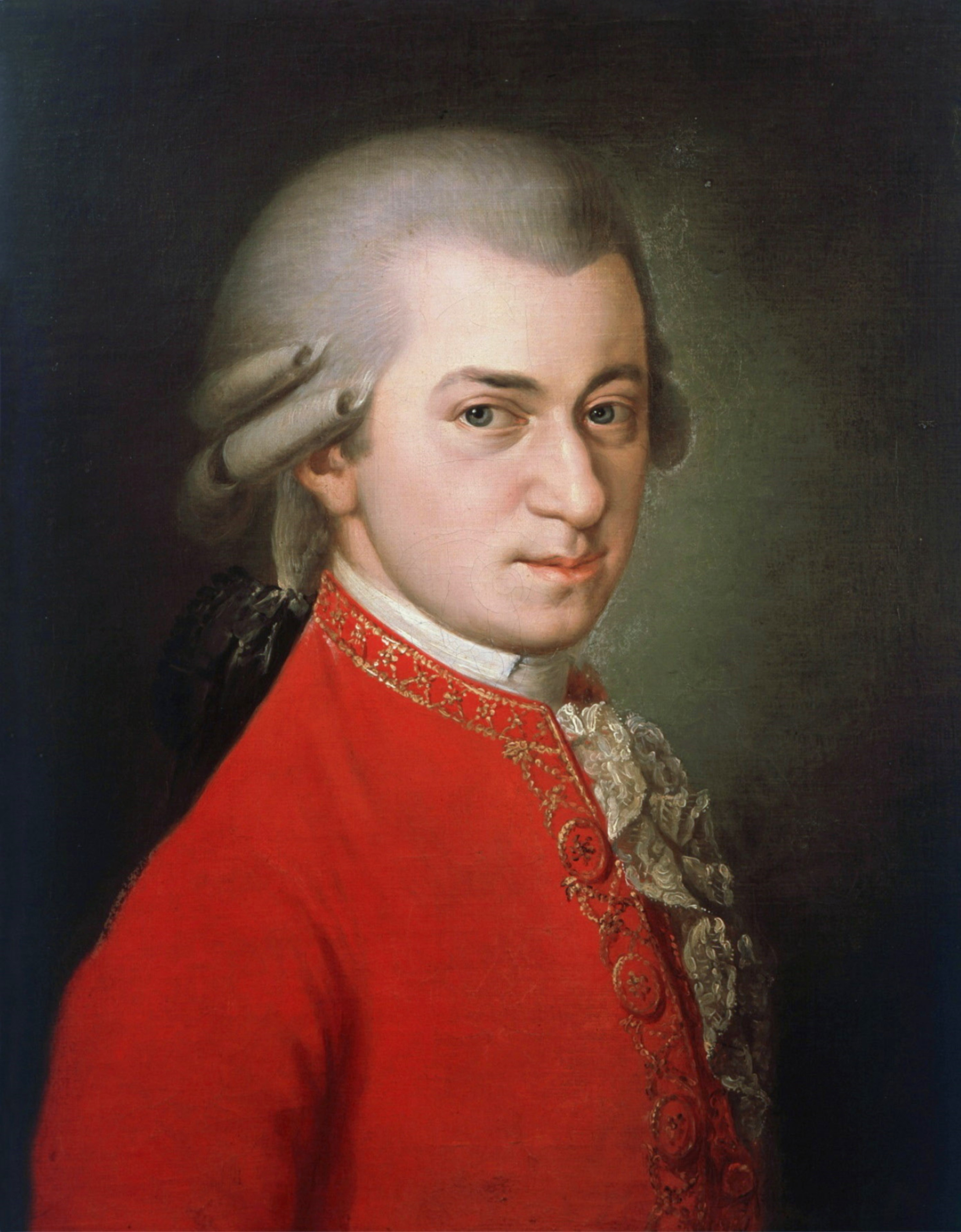
Амадей Моцарт
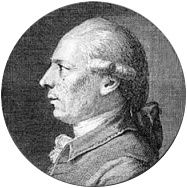
Франсуа-Андре Филидор
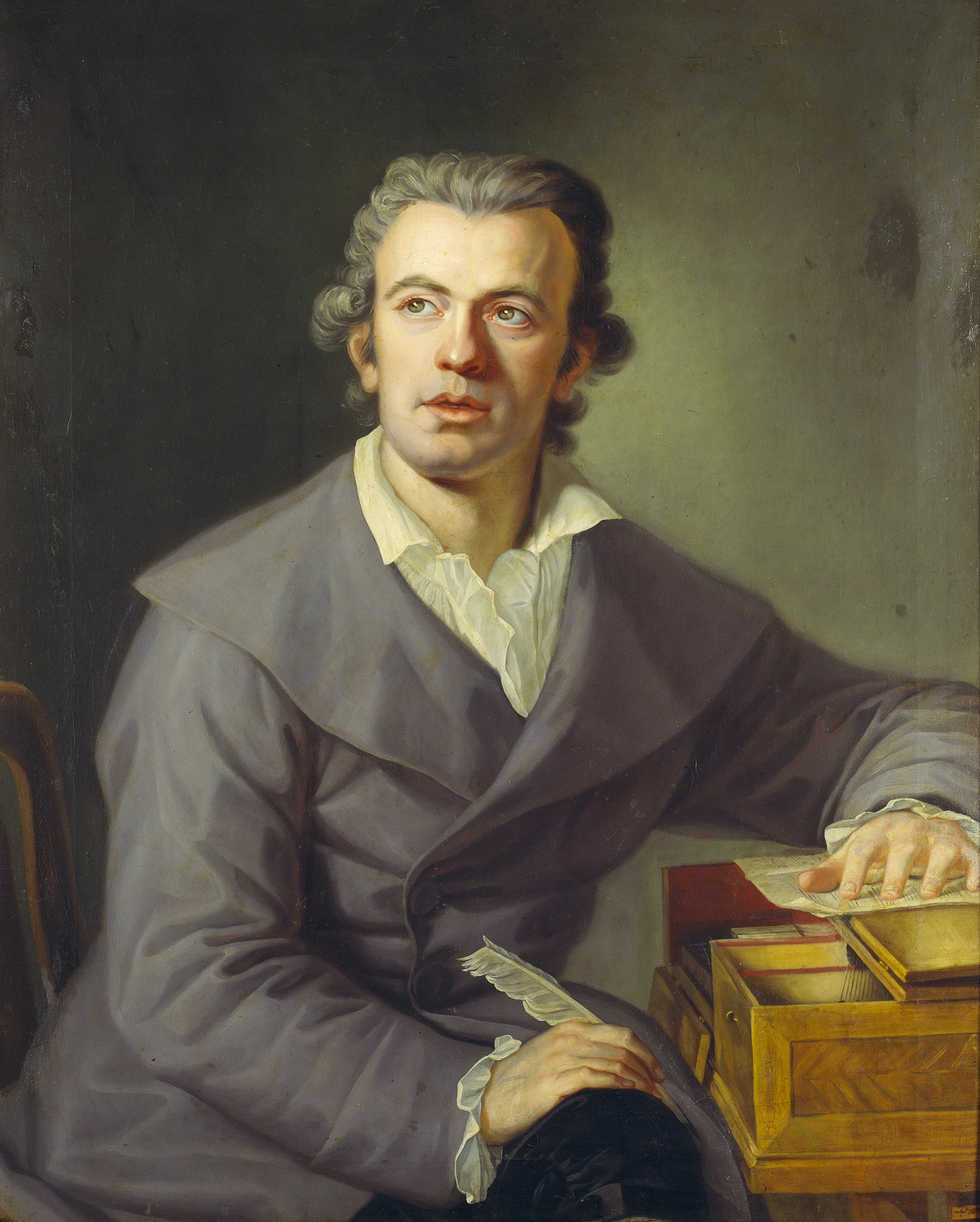
Иоганн Готтлиб Науман
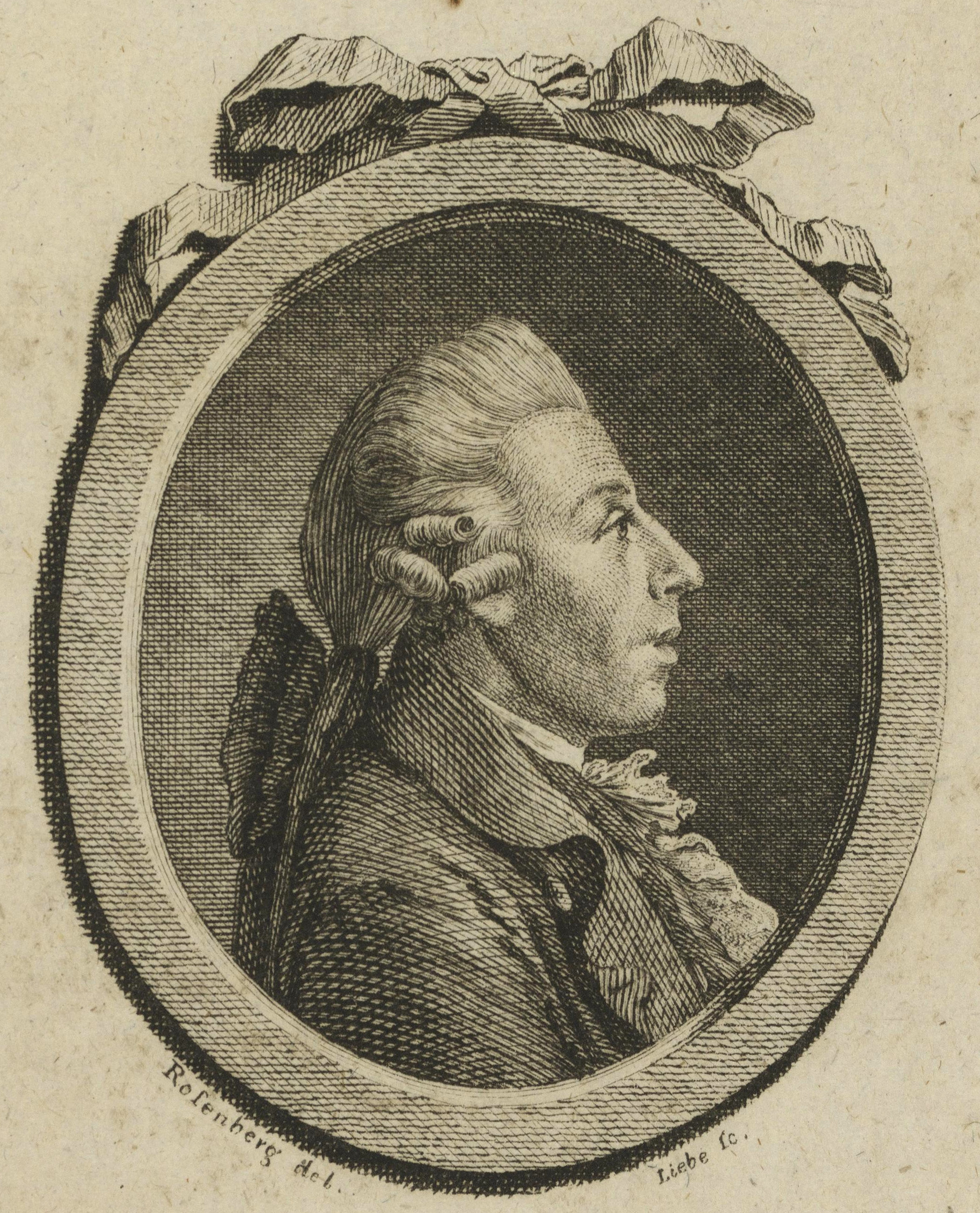
Кристиан Готлоб Нефе
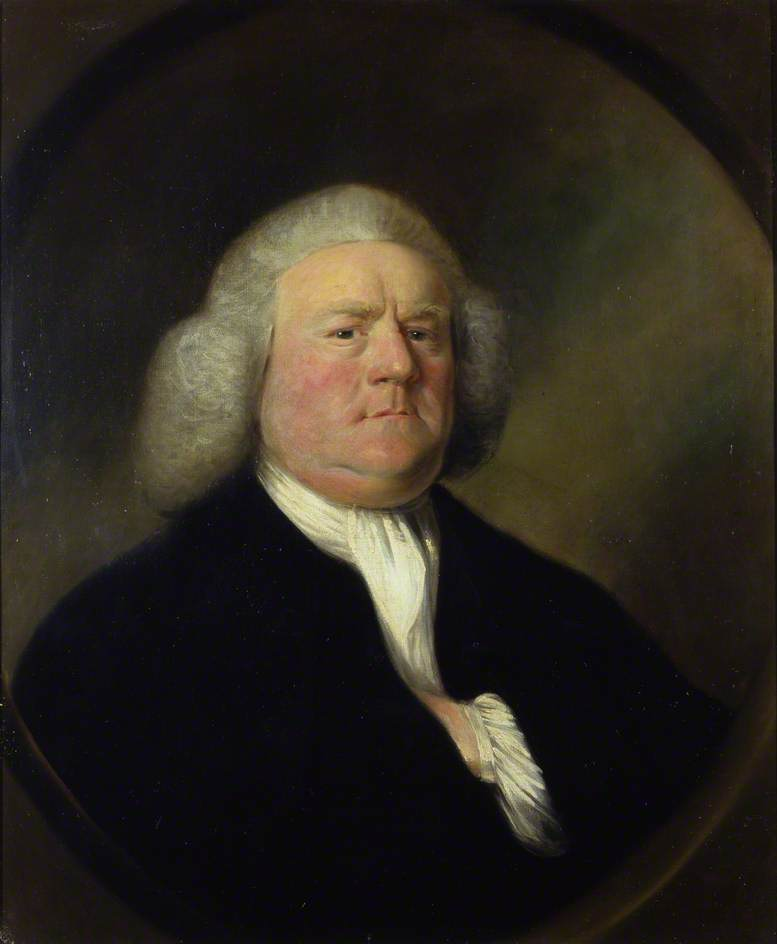
Уильям Бойс
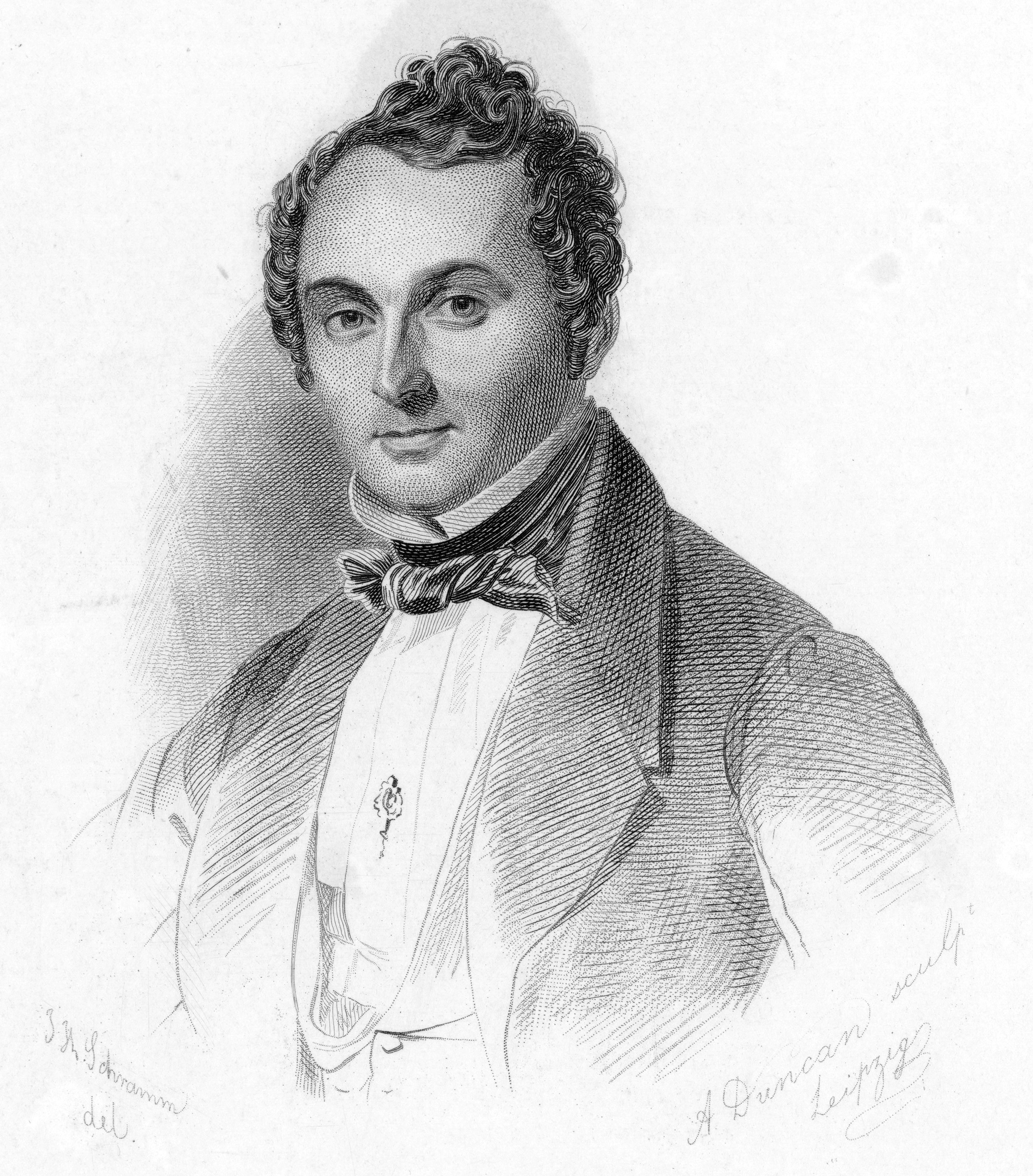
Альберт Лорцинг
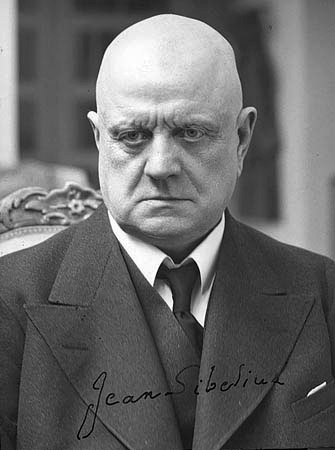
Ян Сибелиус